# Walter Hus
Walter Hus (Mol, 2 juli 1959) is een Belgisch componist en solist.
Hij evolueert van concertpianist (1969) naar pianist-improvisator (1979) en uiteindelijk vooral naar componist. In 1984 stapt hij samen met Thierry De Mey, Peter Vermeersch en Eric Sleichim in Maximalist!, waarmee hij onder meer de muziek voor verscheidene voorstellingen van Anne Teresa De Keersmaeker en Wim Vandekeybus componeert en uitvoert. In de jaren 1980 speelt Hus ook free jazz in het Belgisch Pianokwartet, werkt hij samen met de Gentse avant-garde rockband The Simpletones en componeert hij voor modeshows (onder meer Five to Five voor Yohji Yamamoto).
Vanaf de jaren 1990 concentreert Hus zich nog meer op compositie en treedt hij minder zelf op. Hij componeert voor films (onder meer Suite Sixteen van Dominique Deruddere en The Pillow Book van Peter Greenaway), voor festivals (onder meer Automne en Normandie, Festival van Vlaanderen, Antwerpen '93), en voor diverse theater- en muziekhuizen (onder meer Kaaitheater, deSingel, Vooruit, Felix Meritis, Hebbel-Theater en Rode pomp). 
Hij componeert onder meer vier strijkkwartetten (La Théorie, Le Désir, Le Miroir en La Folie) en maakt er symfonische transcripties van, kamermuziek voor verscheidene combinaties van instrumenten, muziek voor koor en blaasinstrumenten, een ciolooconcerte, een pianoconcerto, twee zangcyli, een kinderopera (de Nacht) en de opera Orfeo.
De drie opera's Meneer, de zot & tkint / Bloetwollefduivel / Titus Andonderonikustmijnklote op tekst van Jan Decorte, werden omschreven als "meesterwerkjes in stilistisch venijn (...) loepzuivere lesjes in opera-esthetica"
In 2000 krijgt Hus de opdracht om bestaande muziek te hertalen voor een nieuwe generatie Decap-orgels. Hij ziet zeer veel potentieel in het instrument, vraagt en krijgt een orgel om in zijn studio in Sint-Joost-ten-Node te plaatsen. Hij componeert sindsdien voor zijn (volledig computergestuurd) Decap-orgel en treedt er ook mee op: zo maakt hij in 2010 een versie van Universal Nation voor de documentaire Sound of Belgium.
In 2012 schrijft Hus een opera gebaseerd op Chris Ware's Lint.. In 2015 wint hij op het Filmfestival van Oostende de Ensor voor beste muziek  voor de soundtrack van de film N - The Madness of Reason van Peter Krüger.
- Bibsys: 3083122
- International Standard Name Identifier: 0000 0001 1679 2469
- Library of Congress Control Number: n94056834
- MusicBrainz: 6674db5a-b6f2-40a9-8a68-09ead3ae346d
- Nationale Bibliotheek van Tsjechië: xx0178281
- Système universitaire de documentation: 186109865
- Virtual International Authority File: 80369477
- WorldCat: E39PBJkMPbjPmbBW8kxyPYpF8C